# 彻克默
彻克默（匈牙利語：Csökmő）是匈牙利豪伊杜-比豪爾州的一个村。

## 地理
面积约68.97平方（6,897公頃），2013年预测人口1,925。

## 人口
| 彻克默                 |
|                        |
| 来源：匈牙利中央统计局 |